# هيو غرانت (رائد أعمال)
هيو غرانت (بالإنجليزية: Hugh Grant)‏ هو رائد أعمال بريطاني، ولد في 23 مارس 1958 في لاركهول ‏ في المملكة المتحدة.

## وصلات خارجية
- هيو غرانت على موقع مونزينجر (الألمانية)
- هيو غرانت على موقع إن إن دي بي (الإنجليزية)